# Namur
Namur [naˈmyːɐ̯] ⓘ (deutsch auch Namür, französisch Namur [namyʁ], niederländisch Namen, wallonisch Nameur) ist eine Stadt in Belgien mit 114.142 fast ausschließlich französischsprachigen Einwohnern. Namur ist die Hauptstadt der Wallonischen Region und der gleichnamigen Provinz und außerdem römisch-katholischer Bischofssitz sowie Universitätsstadt (Universität von Namur).

## Geografie
Namur liegt an der Einmündung der Sambre in die Maas, etwa 65 Kilometer südöstlich der belgischen Hauptstadt Brüssel.

## Geschichte
Die in vorchristlicher Zeit von den Kelten errichtete Siedlung wurde im 7. Jahrhundert erstmals erwähnt. Die Merowinger erbauten dort eine erste Festung. Im 10. Jahrhundert wurde Namur eine Grafschaft. Die Grafen von Namur erhielten allerdings nur das Nordufer der Maas als Lehen, das Südufer unterstand dem Bischof von Lüttich; dementsprechend entwickelte sich der Stadtkern nur an einem Ufer, am anderen die Ortschaft Jambes.

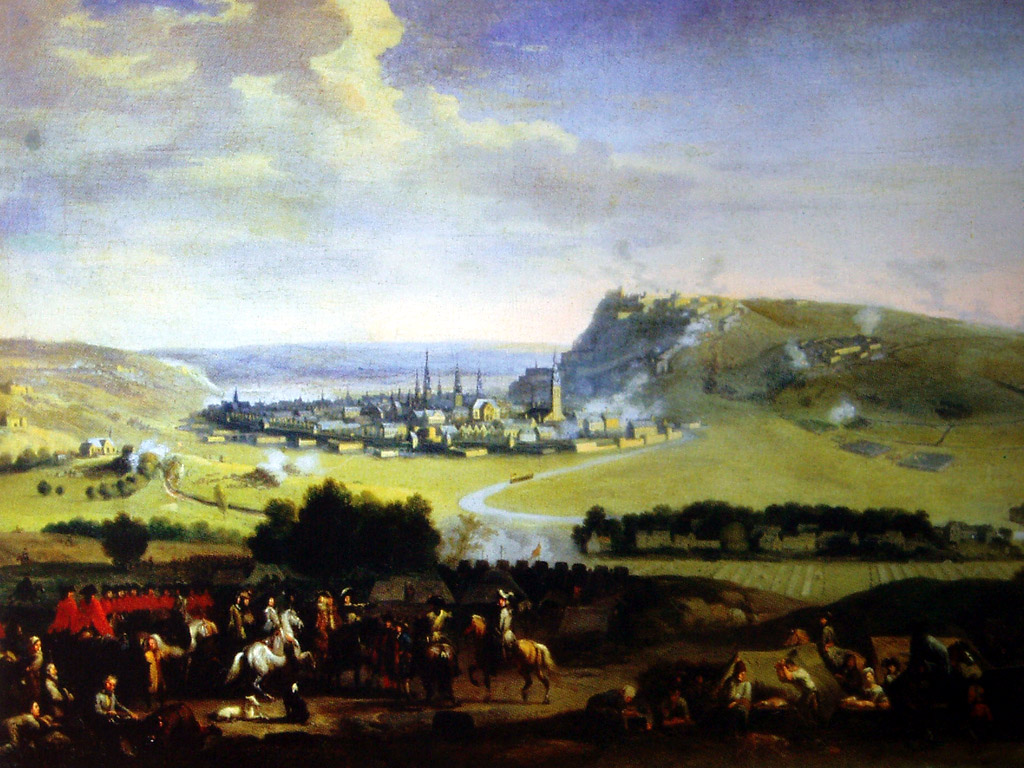
Eroberung von Namur 1695

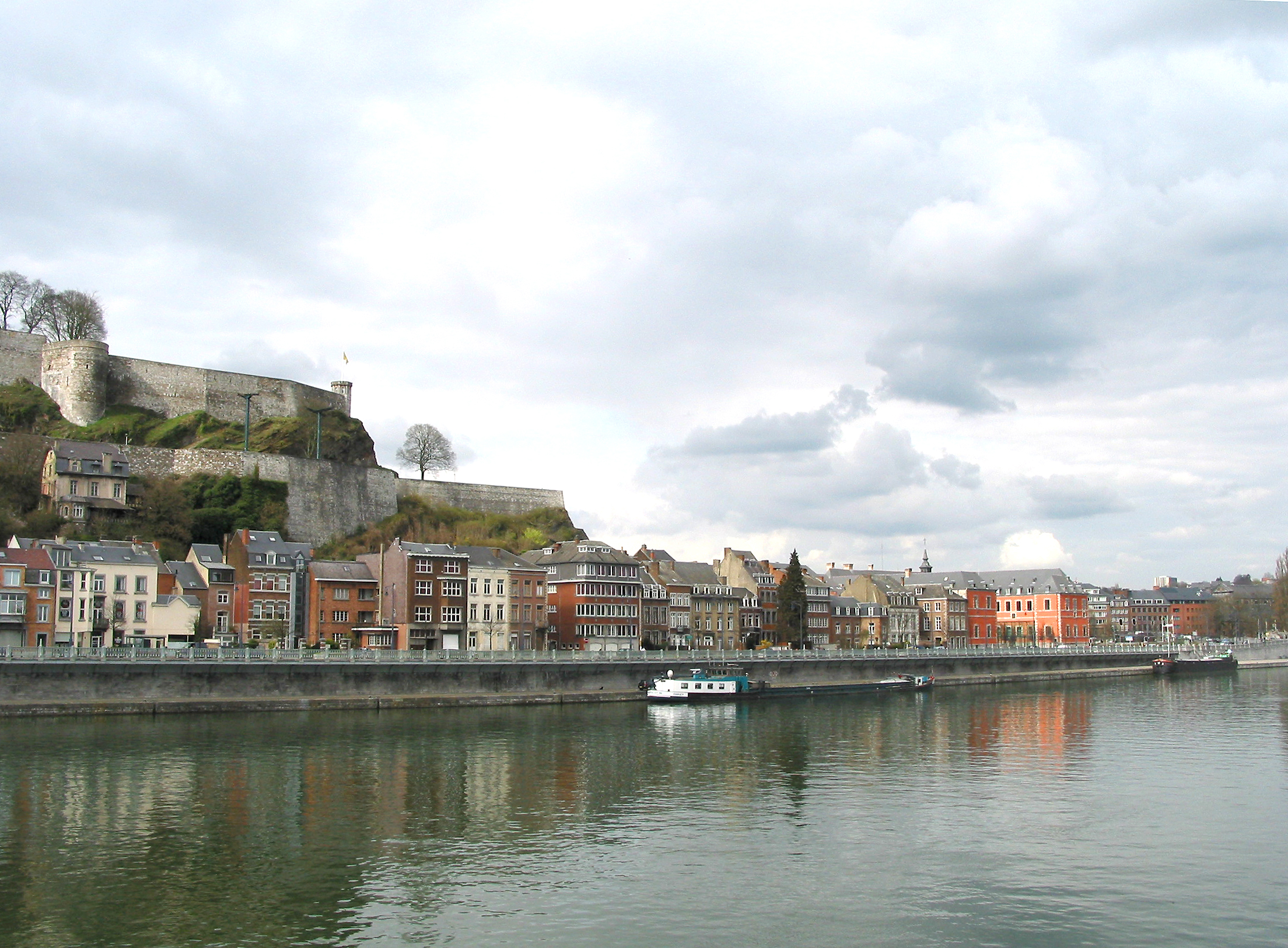
Zitadelle, Wallonisches Parlament und die Maas

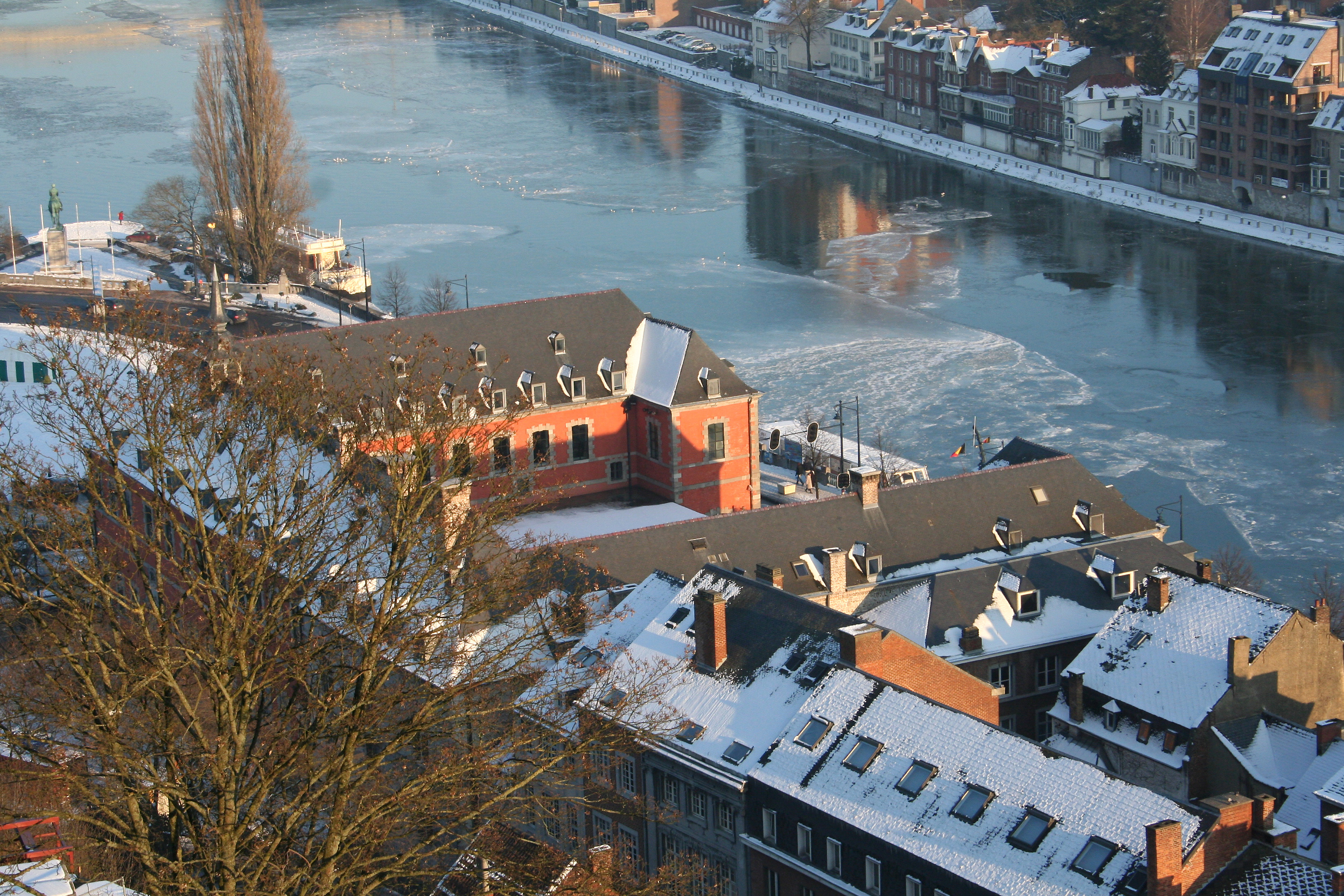
Die Maas und das Hospice Saint-Gilles, Sitz des wallonischen Parlaments

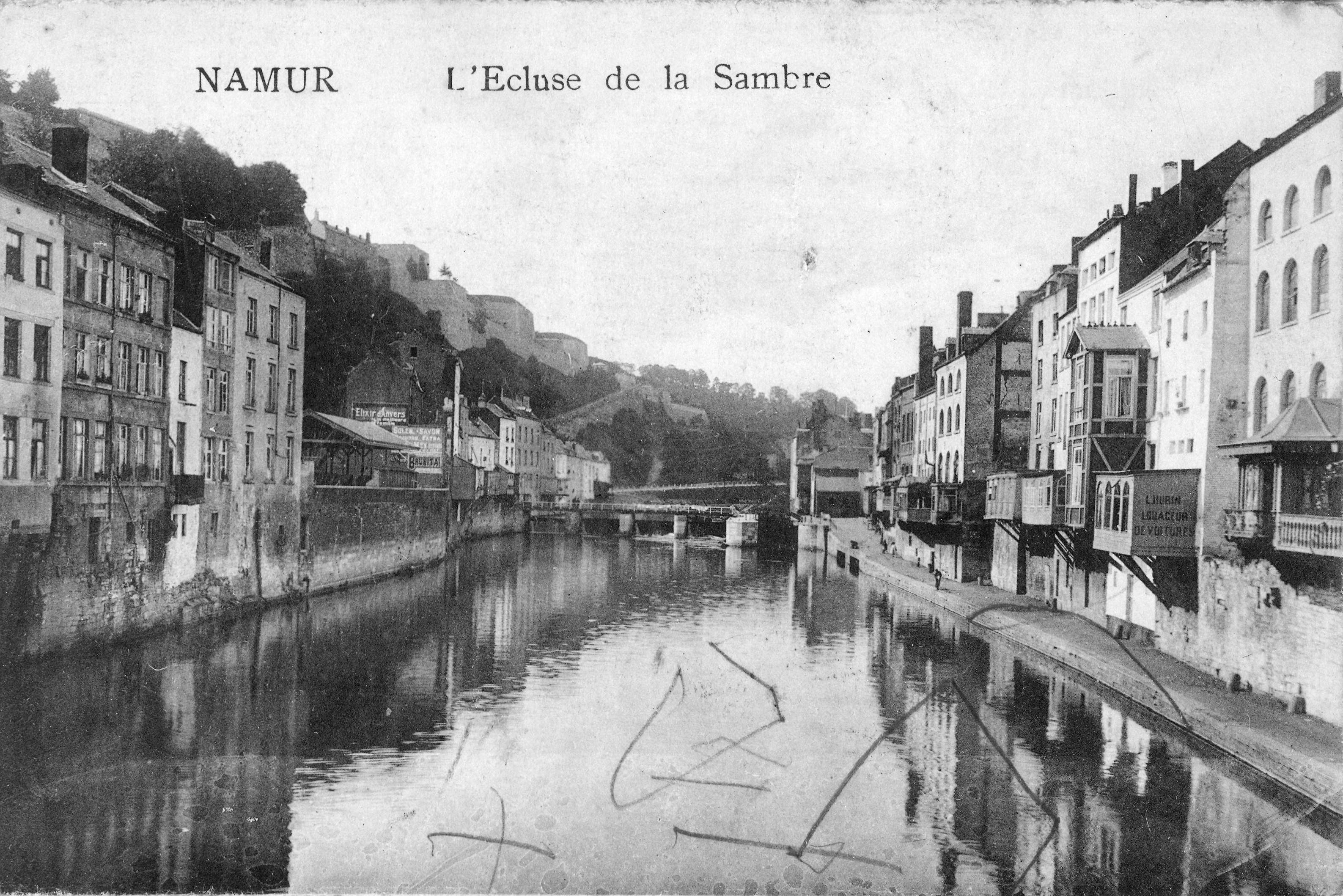
Die Sambre mit Wehr und Schleuse (um 1914)

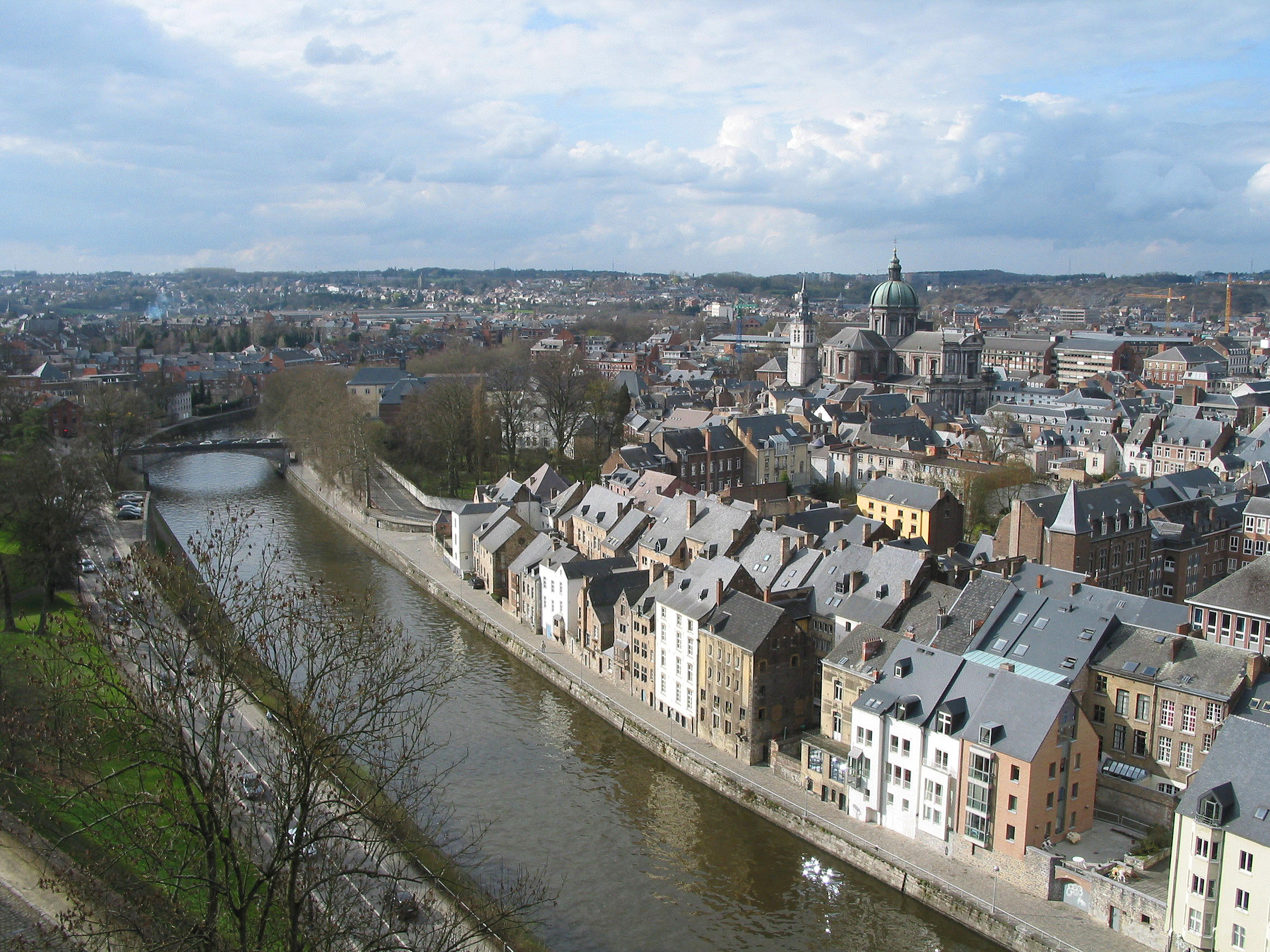
Sambre und südwestliche Innenstadt mit der Kathedrale Saint-Aubain

1262 fiel Namur an die Grafschaft Flandern, 1421 erwarb Philipp der Gute von Burgund die Stadt.
Im 17. Jahrhundert wurde die Festung der nunmehr zu den Spanischen Niederlanden gehörenden Stadt angesichts der aggressiven Expansionspolitik des französischen Königs Ludwig XIV. (Devolutionskrieg 1667–1668) verstärkt. 1692 eroberte und annektierte Frankreich die Stadt. Die Zitadelle wurde von Vauban ausgebaut, dennoch gelang es Wilhelm von Oranien im Pfälzer Erbfolgekrieg nur drei Jahre später (1695), Namur für die Alliierten zurückzuerobern. Nach dem Frieden von Rijswijk (1697) erhielt Namur zugleich eine spanische und niederländische Besatzung, die aber auf Veranlassung Maximilians II. Emanuel von Bayern 1701 nach dem Tod Karls II. von Spanien abziehen musste. Daraufhin besetzten französische Truppen Namur wieder. 1704 wurde die Stadt vergebens von den Alliierten beschossen.
1709 wurde die Herrschaft der Niederländer über die Festung bestätigt; im Frieden von Utrecht (1713) wurde allerdings auch die habsburgische Herrschaft über die nunmehr Österreichischen Niederlande bestätigt. So ergab sich die paradoxe Situation, dass die Zitadelle von den Niederländern, die Stadt jedoch von den Österreichern kontrolliert wurde. 1715 wurde Namur durch den Barrieretraktat den Barriereplätzen beigesellt und von niederländischen Truppen besetzt. 1746 eroberten französische Truppen unter Louis de Bourbon, comte de Clermont Namur und nahmen das Fort ein; Frankreich musste beide aber 1748 im Aachener Frieden zurückgeben. Kaiser Joseph II. ließ 1784 die Werke von Namur (mit Ausnahme der Zitadelle) schleifen.
1794 wurde Namur von französischen Revolutionstruppen eingenommen und wie die gesamten linksrheinischen Gebiete besetzt und später annektiert. Von 1795 bis 1814 war Namur Verwaltungssitz (chef-lieu) des französischen Departements Sambre-et-Meuse. Nach der Schlacht bei Waterloo wurde die Stadt im Juni 1815 von den Franzosen auf ihrem Rückzug besetzt und rücksichtslos ohne Hilfsmittel, selbst ohne Geschütz, vom preußischen zweiten Armeekorps auf Befehl des Generals Pirch gestürmt; Namur konnte aber erst nach dem Abzug der Franzosen erobert werden. Mit dem Wiener Kongress wurde die Stadt Teil des Vereinigten Königreiches der Niederlande, nach der Belgischen Revolution 1830 des Königreichs Belgien.
Seit 1866 wurden die Festungswerke Namurs mit Ausnahme der Zitadelle geschleift. Das belgische Militär baute 1888 bis 1892 nach den Plänen des Generals Henri Alexis Brialmont um Namur einen Ring von neun starken Außenfestungen, wie es ihn auch um Lüttich gab. Die Stadt galt als uneinnehmbar, bis um 1890 die Brisanzgranate erfunden wurde: Man füllte die Granaten nun mit Pikrinsäure bzw. später TNT, was ihre Sprengkraft vervielfachte. Gemauerte Festungen konnten nun zerschossen werden; nur sehr dicker, besonders harter Beton konnte den Granaten widerstehen.
Das deutsche Heer eroberte im August 1914 in der Anfangsphase des Ersten Weltkriegs zunächst Lüttich. Anschließend wurde Namur (knapp 60 km Maas-aufwärts gelegen) ein Hauptangriffsziel des deutschen Heeres. Einige der Forts wurden mit schwerer Artillerie beschossen und zerstört; Namur fiel nach nur drei Tagen.
Auch im Zweiten Weltkrieg erlitt Namur schwere Zerstörungen. Es lag beim deutschen Westfeldzug 1940, beim alliierten Vormarsch im Herbst 1944, bei der deutschen Ardennenoffensive ab dem 16. Dezember 1944 und bei der Gegenoffensive der US-Truppen an der Frontlinie.
Nach dem Zweiten Weltkrieg wandelte sich Belgien schrittweise zu einem Bundesstaat mit drei Regionen.
Namur wurde am 11. Dezember 1986 Hauptstadt und Sitz der Behörden der Wallonischen Region.
Bei einer Gebietsreform 1977 wurden zahlreiche Gemeinden der Umgebung eingemeindet, darunter auch Marche-Les-Dames, das sich 8 km flussaufwärts am linken Maasufer befindet. Dort starb König Albert I. am 17. Februar 1934 bei einem Klettersturz.

## Bevölkerungswachstum
Heute leben in Namur rund 110.000 Menschen. Das Bevölkerungswachstum liegt mit 0,2 Prozent unter dem belgischen Durchschnitt von 0,6 Prozent.

## Sehenswürdigkeiten
- Zitadelle

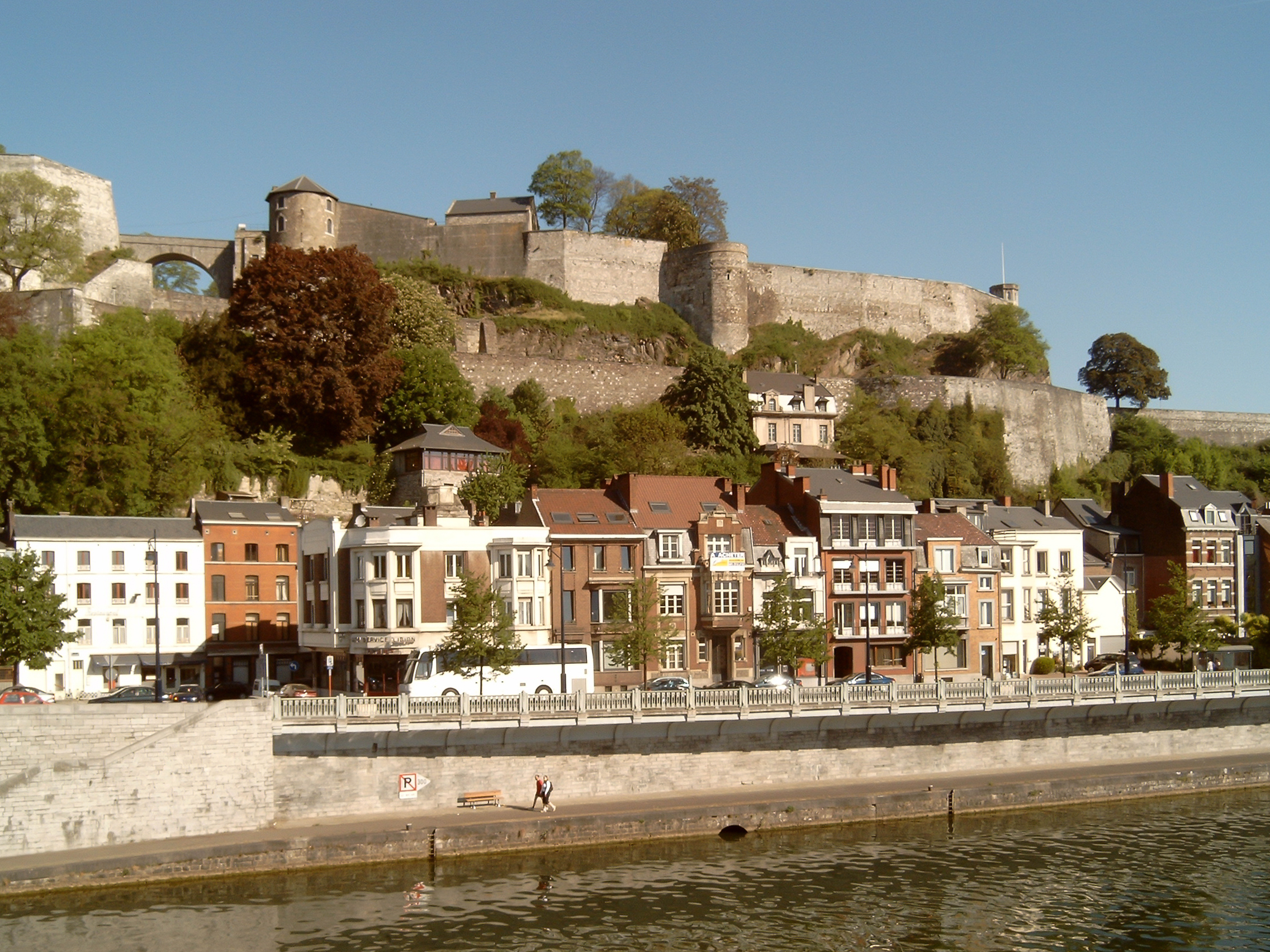
Zitadelle

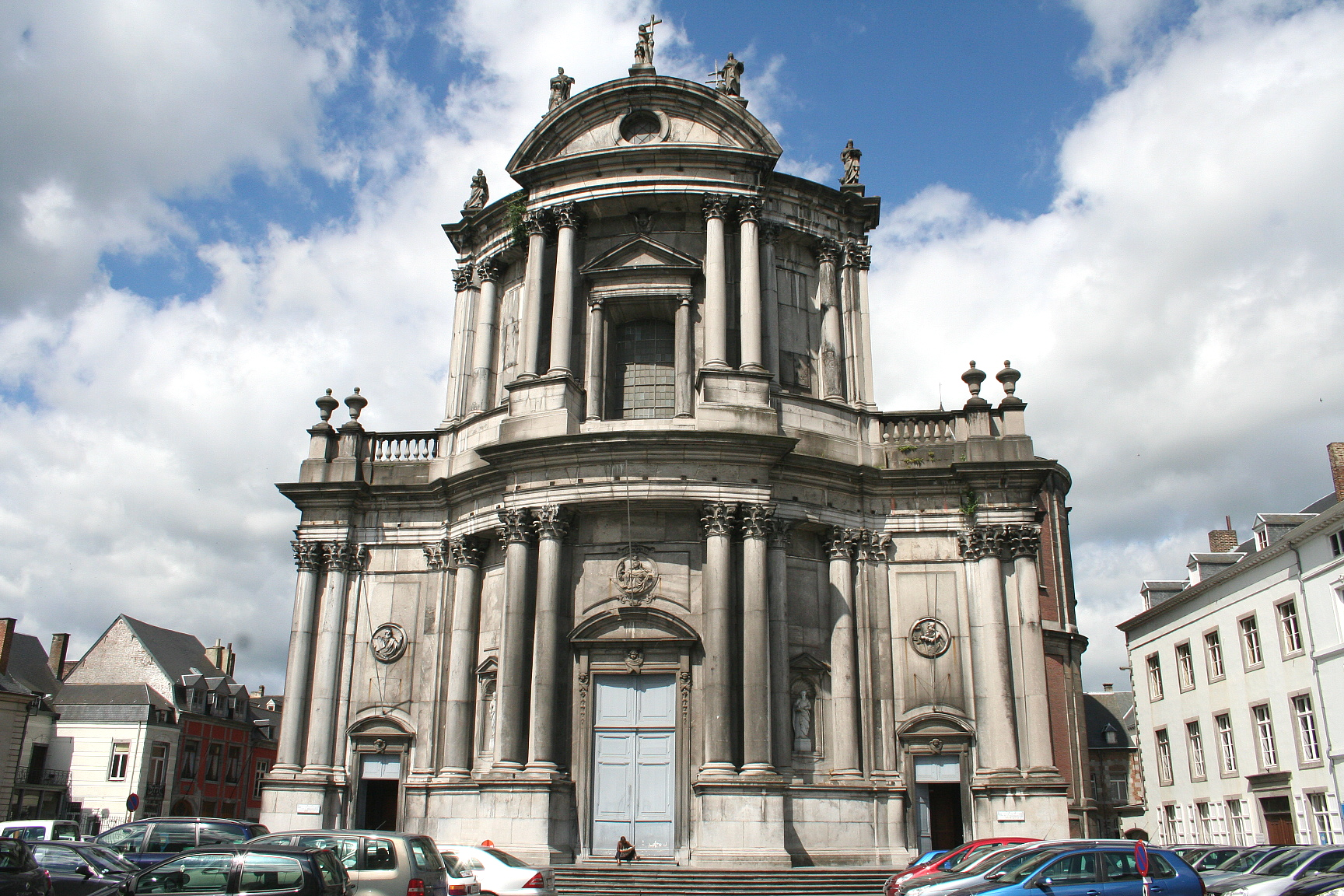
Kathedrale Saint-Aubain

- Saint-Aubain: Kathedrale des Bistums Namur
- Élysette: Sitz der wallonischen Regierung
- Hospice Saint-Gilles: Sitz des wallonischen Parlaments
- Der Goldschmiedeschatz Trésor d'Oignies von Goldschmied Hugo aus dem 13. Jahrhundert[5] im Musée provincial des Arts Anciens du Namurois – Trésor d'Oignies (TreM.a)
- Musée Felicien Rops

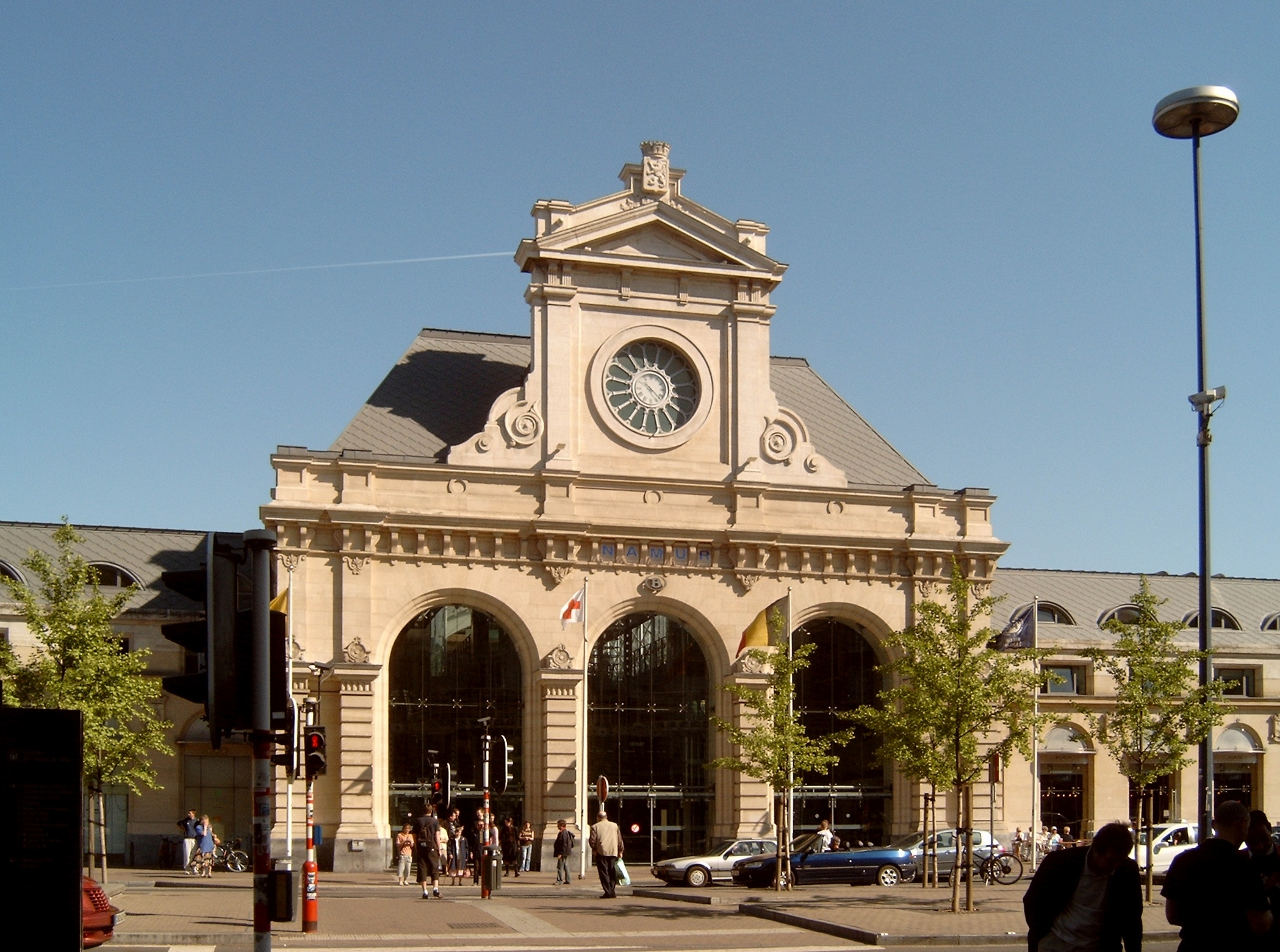
Empfangsgebäude des Bahnhofs
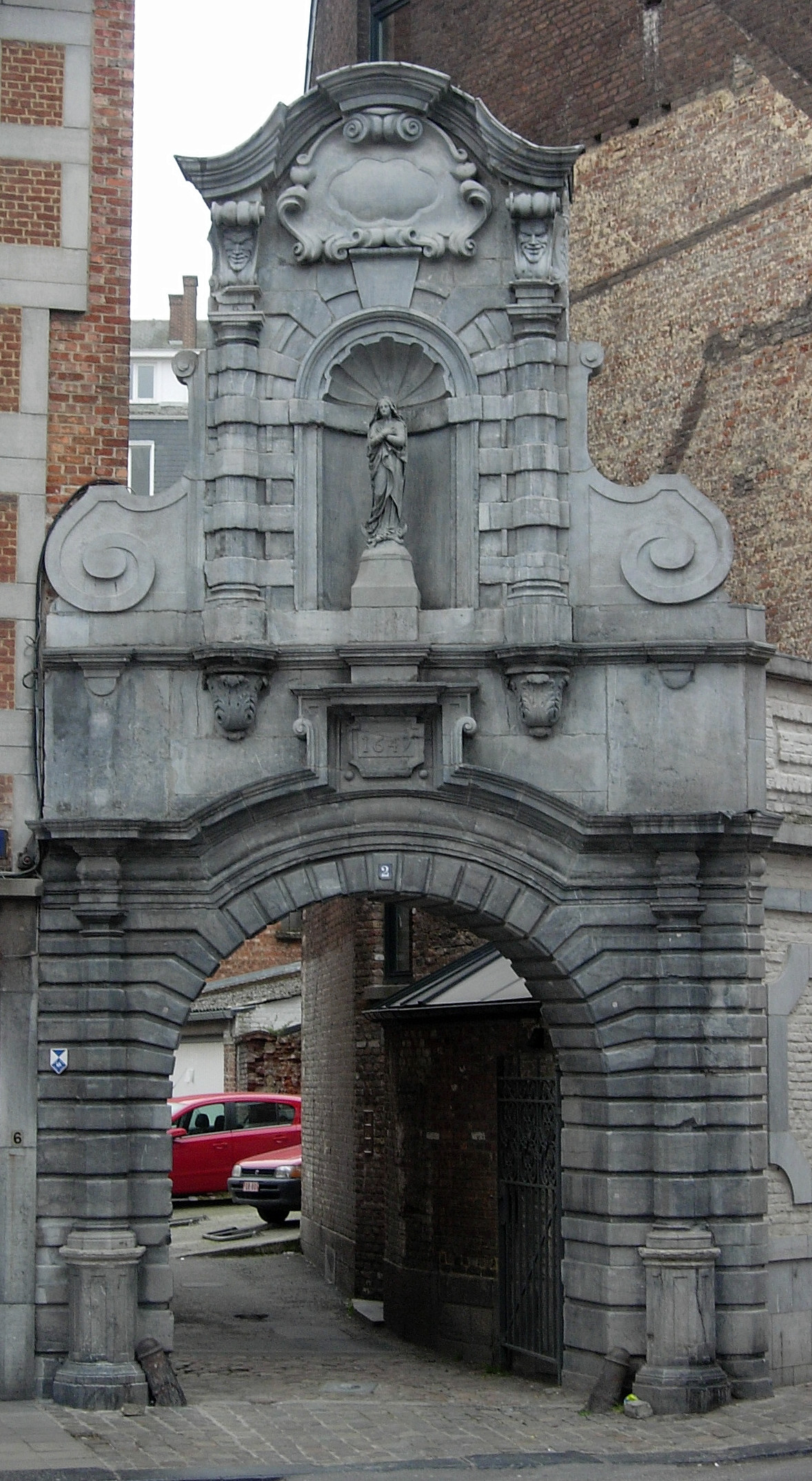
Porte de Gravière
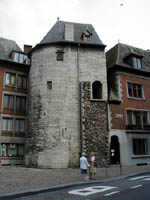
Tour Marie Spilar
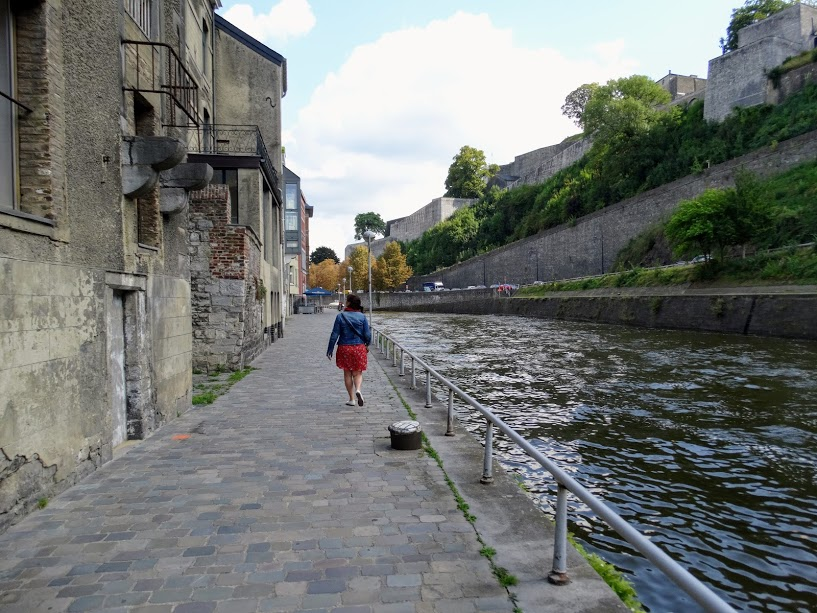
Quai des Joghiers an der Sambre
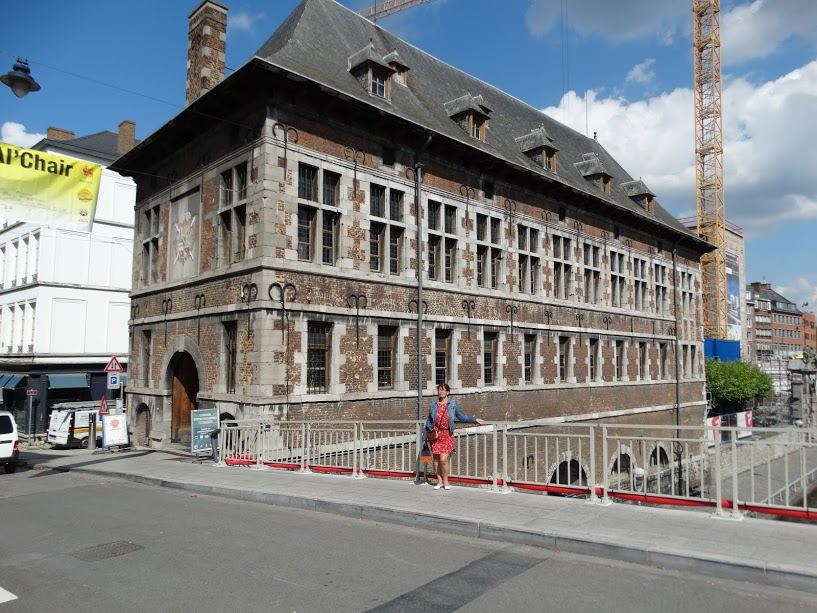
Fleischmarkt

## Bildung
- Universität von Namur

## Wirtschaft

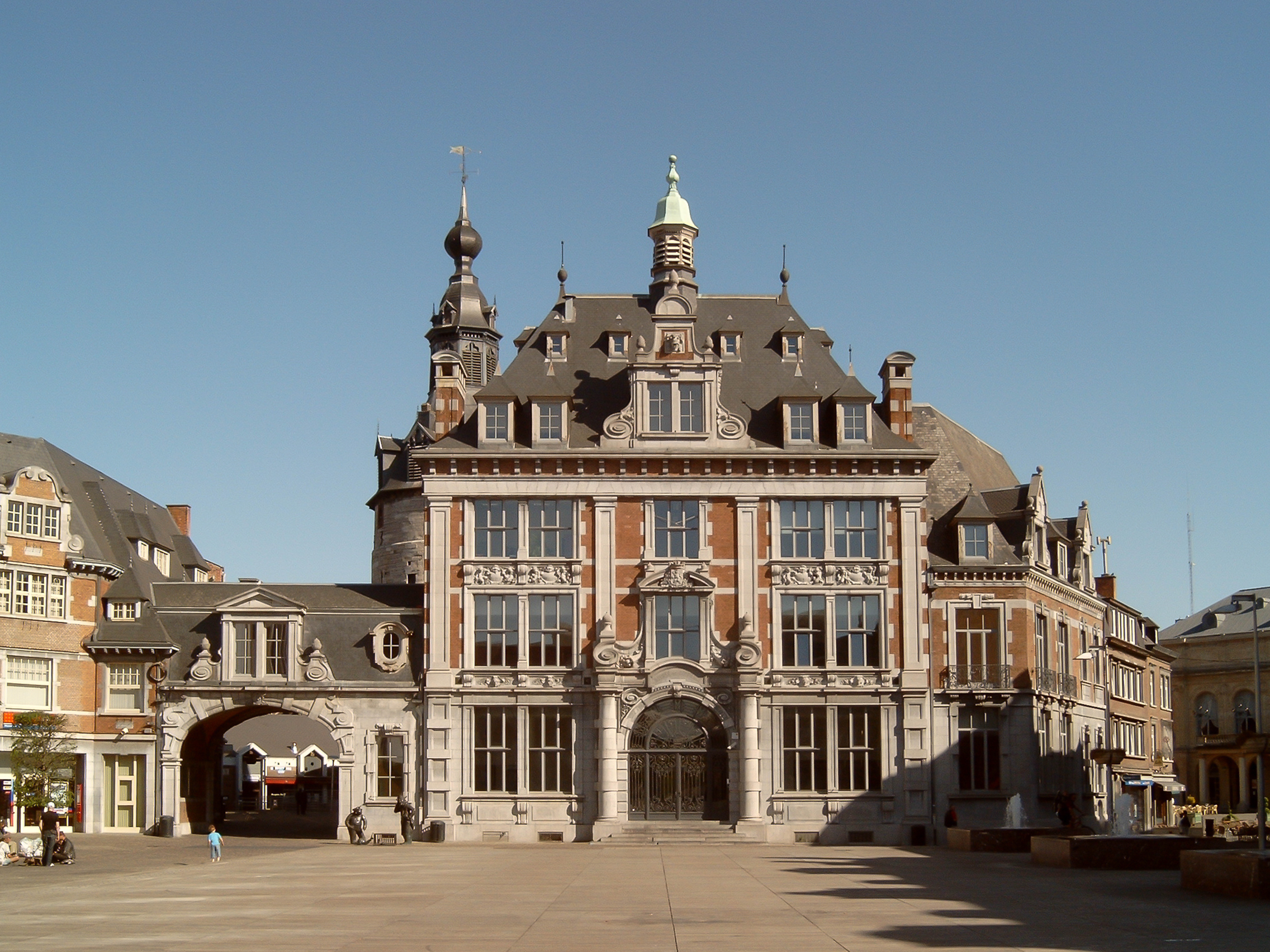
Alte Kommerzkammer

Namur ist ein bedeutendes Industriezentrum. Vor allem metallverarbeitende Betriebe und der Maschinenbau sind hier angesiedelt, aber auch Unternehmen der Porzellan- und Lederindustrie.
Am Rande des Ortes gibt es einen Steinbruch, aus dem seit Jahrhunderten ein blauer Naturstein geschlagen wird. Dieser diente vor allem zur Verzierung von Fassaden und ist auch unter dem Begriff Namurstein bekannt.

## Politik

### Stadtrat
- PTB: 4
- PS: 7
- Ecolo: 6
- MR: 7
- LE: 23

## Verkehr

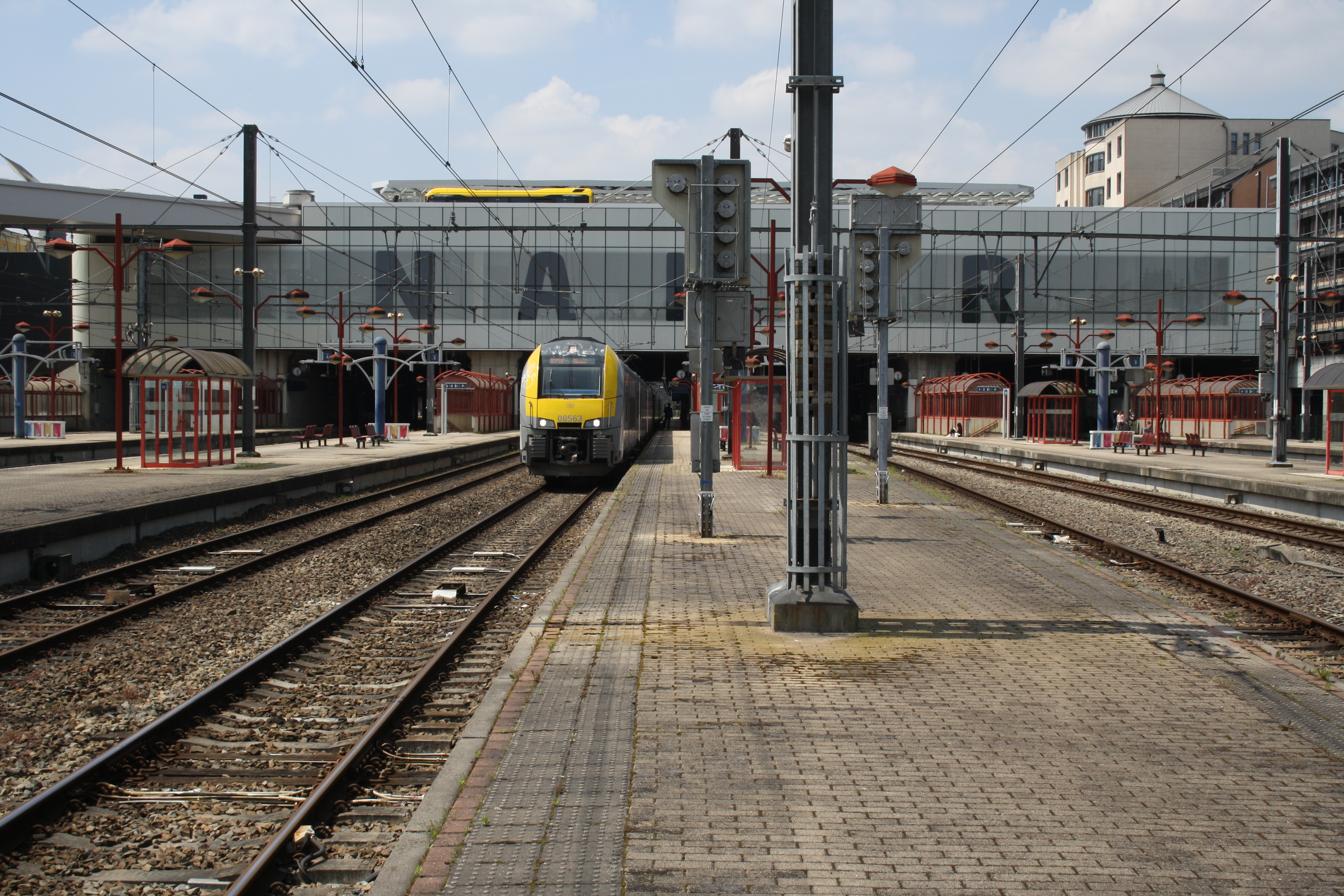
Bahnhof mit Busbahnhof auf dem modernen Überbau

### Straßenverkehr
Nahe der Stadt verlaufen die Autobahnen 4 und 15, welche sich am nahegelegenen Kreuz Daussoulx überschneiden.

### Bahn
Die Stadt hat Verbindungen nach Brüssel, Luxemburg, und Dinant sowie an die Athus-Meuse-Linie. Über den Bahnhof Namur fahren täglich etwa 360 Züge.

### Hafen
Der Hafen von Namur (französisch Port autonome de Namur) liegt mitten im dichtesten schiffbaren Wasserstraßennetz der Welt, dem großen Rhein-Maas-Schelde-Mosel-Becken (20.000 Kilometer).

## Städtepartnerschaften
- Belmont (Kalifornien), Vereinigte Staaten
- Bourg-en-Bresse, Frankreich
- Empoli, Italien
- Lafayette (Louisiana), Vereinigte Staaten
- Ōgaki, Japan
- Québec City, Kanada
- Subotica, Serbien
- Pristina, Kosovo

Das 1977 eingemeindete Wépion-sur-Meuse führt seit 1974 eine Partnerschaft mit Biedenkopf .

## Persönlichkeiten
Söhne und Töchter der Stadt:
- Barry Baltus (* 2004), Motorradrennfahrer
- Rémy Belvaux (1966–2006), Schauspieler, Filmregisseur und Drehbuchautor
- Maria Theresia Isabella von Blumenthal (1712–1782), geborene Gräfin d’Harscamp, Philanthropin und Oberhofmeisterin von Wilhelmine von Preußen
- Denis Bodart (* 1962), Comiczeichner
- Francy Boland (1929–2005), Jazz-Pianist und Arrangeur
- Henry Bredemers (um 1472–1522), Organist, Orgelspezialist und Musikpädagoge
- Jérémy Burton (* 1984), Straßenradrennfahrer
- Ludovic Capelle (* 1976), Radrennfahrer
- Carl Urban Chanclos de Rets-Brisuila (1686–1761), Herr von Leves, General im Dienst der Generalstaaten und kaiserlicher Feldmarschall
- Eliott Crestan (* 1999), Mittelstreckenläufer
- Adrien Deghelt (* 1985), Hürdenläufer
- Ludwig August von Fallon (1776–1828), österreichischer Generalmajor und Kartograph
- Hans Fleming, auch Hans Fleminck (um 1545–1623), flämischer Baumeister, Steinmetz und Bildhauer
- Cécile de France (* 1975), Schauspielerin
- Pierre Joseph Célestin François (1759–1851), Historienmaler
- Théophile de Giraud (* 1968), Philosoph, Autor und Aktivist des Antinatalismus
- Thierry Hancisse (* 1962), Filmschauspieler, Theaterschauspieler, -regisseur und Synchronsprecher
- Friedrich Hermann Otto (1776–1838), Fürst von Hohenzollern-Hechingen
- Yves Heck (* 1971), französischer Theater- und Filmschauspieler
- Ludivine Henrion (* 1984), Radrennfahrerin
- Pierre Jonckheer (* 1951), Politiker, MdEP
- Philippe Kirsch (* 1947), kanadischer Jurist und Diplomat, ehemaliger Präsident des IStGH
- Nicolas Kummert (* 1979), Jazzmusiker
- Jeanne Maubourg (1875–1953), kanadische Sängerin und Musikpädagogin
- Henri Michaux (1899–1984), französischsprachiger Dichter und Maler
- Charles Michel (* 1975), belgischer Politiker
- Sylvain Moniquet (* 1998), Radrennfahrer
- Eric-Paul Pâques (* 1954), Chemiker, Forschungsleiter (Behringwerke) und CEO (Grünenthal)
- Jacky Munaron (* 1956), Fußballspieler
- Benoît Poelvoorde (* 1964), Schauspieler
- Christophe Rochus (* 1978), Tennisspieler
- Olivier Rochus (* 1981), Tennisspieler
- Félicien Rops (1833–1898), Graphiker und Illustrator (Symbolismus)
- Charles Louis de la Vallée-Poussin (1827–1903), Geologe und Hochschullehrer
- Eugène Vandeur (1875–1967), belgisch-französischer römisch-katholischer Priester, Liturgiewissenschaftler und Benediktiner der Abtei Maredsous
- Thierry Zéno (1950–2017), Regisseur und Drehbuchautor